# Pádraic Colum
Pádraic Colum (8 de desembre de 1881 - 11 de gener de 1972) fou un poeta, novel·lista, dramaturg, biògraf, autor per a nens i folklorista. Fou una de les figures destacades del renaixement literari irlandès.

## Primers anys

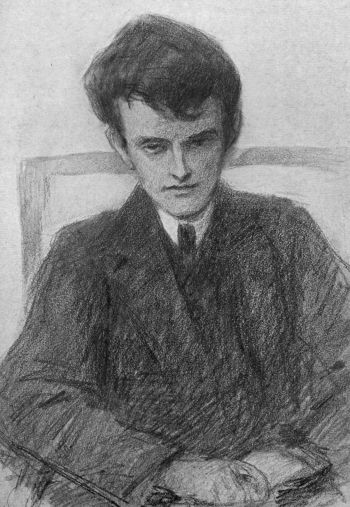
Pádraic Colum

Colum nasqué Patrick Collumb a un asil per a pobres al comtat de Longford, on hi treballava el seu pare. Era el més gran dels vuit fills nascuts de Patrick i Susan Collumb. Quan el seu pare va perdre la feina en 1889 va marxar als Estats Units a participar en la carrera de l'or de Pike's Peak, mentre que la seva mare i els germans restaren a Irlanda. Quan el seu pare va tornar el 1892, la família es va moure cap a Glasthule, vora Dublín, on el pare va trobar feina de gerent assistent a l'estació de ferrocarril de Sandycove and Glasthule. El seu fill va assistir a l'escola nacional.
Quan Susan Collumb va morir en 1897 la família se separà temporalment. Padraic (com volia ser anomenat) i un germà van romandre a Dublín, mentrre que el seu pare i la resta dels germans marxaven cap a Longford. Colum acabà l'escola l'any següent i amb 17 anys passà l'examen per a aconseguir una passantia a l'Irish Railway Clearing House. Va mantenir el treball fins al 1903.
Durant aquest període Colum va començar a escriure i es va reunir amb escriptors irlandesos destacats del període com William Butler Yeats, Lady Gregory i Æ. També es va unir a la Lliga Gaèlica i fou membre del primer consell de l'Abbey Theatre. Esdevingué visitant assidu de la Biblioteca Nacional d'Irlanda, on hi conegué James Joyce amb el que va fer amistat per a tota la vida. Juntament amb Arthur Griffith fou el líder que incità els aldarulls durant la producció de l'obra de l'Abbey Theatre The Playboy of the Western World, cosa que li va costar l'amistat amb Yeats.
També va recopilar cançons folklòriques irlandeses, inclosa la famosa She Moved Through the Fair, de la qual Colum en va escriure la major part de la lletra amb el musicòleg Herbert Hughes. Va obtenir una beca de cinc anys a l'University College Dublin gràcies a un benefactor benestant estatunidenc, Thomas Kelly.

## Primeres peces i poesies
Va guanyar un premi del Cumann na nGaedheal per la seva obra contra el reclutament, The Saxon Shillin'. A través de les seves obres es va involucrar amb la Societat Nacional de Teatre i en la fundació de l'Abbey Theatre, escrivint moltes de les seves primeres produccions. La seva primera obra, Broken Soil (revisada com The Fiddler's House) (1903) fou representada per la Companyia Nacional Dramàtica Irlandesa W. G. Fay. The Land (1905) fou un dels seus primers grans èxits de públic. Després va escriure una altra important peça per a l'Abbey anomenada Thomas Muskerry (1910).
Els seus primers poemes aparegueren publicats a The United Irishman, diari editat per Arthur Griffith. El seu primer llibre, Wild Earth (1907) aplegava molts d'aquells poemes i fou dedicat a Æ. Va publicar nombrosos poemes al diari d'Arthur Griffith, The United Irishman i cridà l'atenció de WB Yeats. Esdevingué amic de Yeats i Lady Gregory. El 1908 v aescriure una introducció a l'edició de l'Everyman's Library d'Edgar Allan Poe's Tales of Mystery and Imagination.
El 1911, amb Mary Gunning Maguire, companya estudiant de la UCD, David Houston i Thomas MacDonagh va fundar el diari literari de curta durada The Irish Review, que publicà obres de Yeats, George Moore, Oliver St John Gogarty, i moltes altres figures del renaixement cèltic.
El 1912 es casà amb Maguire, que treballava a l'escola experimental de Pádraig Pearse Scoil Éanna a Rathfarnham, Comtat de Dublín. Inicialment la parella va viure al suburbi dublinenc de Donnybrook, on organitzaren regularment una la tertúlia literària els dimarts. Després van marxar a Howth, aleshores una petita vila de pescadors al nord de la capital. El 1914 van viatjar als EUA pel que havia des per una visita d'uns pocs mesos però que va durar vuit anys.

## Darrers anys i obres
A America, Colum va dedicar-se a la literatura infantil i va publicar nombroses col·leccions d'històries per a infants, començant per The King of Ireland's Son (1916). Aquest llibre va sorgir quan Colum va començar a traduir un conte popular del gaèlic irlandès perquè no volia oblidar l'idioma. Després que fos publicat al New York Tribune,l'il·lustrador hongarès Willy Pógany li suggerí la possibilitat de col·laborar en el llibre, de manera que un conte curt esdevingué una història èpica llarga. A tres dels llibres per a infants se'ls va atorgar citacions retrospectives al Newbery Honor. Gràcies a un contracte per a llibres d'infants amb Macmillan Publishers assolí seguretat financera per la rsta de la seva fida. Després va escriure altres llibres com The Adventure of Odysseus (1918) i The Children of Odin (1920). Aquestes obres han estat importants per a introduir la literatura clàssica en els infants.
El 1922 fou comissionat per a escriure versions de folklore hawaià per a joves. El resultat fou tres volums de contes de l'illa. Les primeres edicions foren presentades al president dels Estats Units Barack Obama per la Taoiseach Enda Kenny quan va visitar Dublín el 23 de maig de 2011. Colum també va escriure les novel·les Castle Conquer (1923) i The Flying Swans (1937). De 1930 a 1933 els Colum va viure a París i Niça, on Padraic va renovar la seva amistat amb James Joyce i s'implicà en la transcripció de Finnegans Wake.
Després de la seva estada a França, la parella es va traslladar la ciutat de Nova York, on van treballar com a professors a la Universitat de Colúmbia i al CCNY. Colum fou un autor prolífic i publicà un total de 61 llibres, sense comptar les peces dramàtiques. Va adoptar la forma del drama Noh a les seves últiems obres.
Molly va morir el 1957 i Pádraic va acabar Our Friend James Joyce, en el que havien treballat plegats. Fou publicat el 1958. Colum dividí els seus darrers anys entre els Estats Units i Irlanda. El 1961 la Catholic Library Association el guardonà amb la Regina Medal. Va morir a Enfield (Connecticut) als 90 anys i fou enterrat al cementiri de Sant Fintan (Sutton).
Quan se li preguntava com es pronunciava el seu nom, va contestar a The Literary Digest que el cognom es pronunciava igual que la paraula column. "En el meu nom, la primera a té el so au. La pronunciació habitual en irlandès és pau'drig."

## Obres (selecció)
- (1902) The Saxon Shillin' (peça)
- (1903) Broken Sail (peça)
- (1905) The Land (peça)
- (1907) Wild Earth (llibre)
- (1907) The Fiddlers' House (peça)
- (1910) Thomas Muskerry (peça)
- (1916) The King of Ireland's Son (adaptacions d'antics contes irlandesos)
- (1917) Mogu the Wanderer (peça)
- (1918) ''The Children's Homer,[5] (Novel) Collier Books, ISBN 978-0-02-042520-5
- (1920) The Boy Apprenticed to an Enchanter,[6] (Novel) The Macmillan Company
- (1920) Children of Odin: Nordic Gods and Heroes
- (1921) The Golden Fleece and the Heroes Who Lived Before Achilles,[7] (Novel·la), Ill. by Willy Pogany The Macmillan company[8]
- (1923) The Six Who Were Left in a Shoe (conte per a nens)
- (1923) Castle Conquer (Novel·la)
- (1929) Balloon (peça)
- (1932) Poems (col·lecció) Macmillan & Co
- (1933) The Big Tree of Bunlahy: Stories of My Own Countryside (contes de nens) Ill. by Jack Yeats
- (1937) The Story of Lowry Maen (poema èpic)
- (1943) The Frenzied Prince (Compilació de contes irlandesos)
- (1957) The Flying Swans (Novel·la)
- (1958) Our Friend James Joyce (Memòria) (amb Molly Colum)
- (1965) Padraic Colum Reading His Irish Tales and Poems (Album, Folkways Records)

Com a editor:
- (1922) Anthology of Irish Verse Liveright, 1948; Kessinger Publishing, LLC, 2009, ISBN 978-1-4374-8759-6[9]
- (1923) The Arabian Nights: Tales of Wonder and Magnificence; The Macmillan Company